# Mary Kelly
Pour les articles homonymes, voir Kelly.
Mary Kelly, née le 28 décembre 1927 à Londres, en Angleterre et morte en 2017,, est une femme de lettres britannique, auteure de roman policier.

## Biographie
Elle n'a que 16 ans quand sa première nouvelle, There’s Something About a Sailor, qui mêlent intrigues sentimentale et policière, est acceptée par le Love Story Magazine.
Elle fait des études à l'université d'Édimbourg, où elle obtient un diplôme en 1951. De 1952 à 1954, elle est enseignante dans une école privée du Surrey.
En 1956, elle publie son premier roman, A Cold Coming, le premier volume d'une trilogie consacrée à l'inspecteur Brett Nightingale de la police d'Édimbourg.
En 1961, elle fait paraître Une bonne pâte (The Spoilt Kill), où apparaît le détective privé britannique Hedley Nicholson. Ce roman, lauréat du Gold Dagger Award, raconte comment une « jeune décoratrice est soupçonnée d'espionner et de vendre les motifs des nouveaux modèles à des firmes concurrentes. Le directeur paie un homme (le narrateur) pour la surveiller. Un climat de suspicion se propage et s'étend bientôt à tout le personnel. Corinne, la décoratrice, reste étrangère aux manigances et aux passions qui se déchaînent. Le meurtre sera l'inévitable conclusion à la montée en puissance de l'angoisse ». Chez Mary Kelly, les développements psychologiques prennent souvent le pas sur l'intrigue policière proprement dite.
En 1962, elle est admise au sein du Detection Club.

## Œuvre

### Romans

#### SérieBrett Nightingale
- A Cold Coming (1956)
- Dead Man's Riddle (1957)
- The Christmas Egg (1958)

#### SérieHedley Nicholson
- The Spoilt Kill (1961) Publié en français sous le titre Une bonne pâte, Paris, Presses de la Cité, coll. « Un mystère » no 617 (1962)
- Due to a Death (1962), autre titre The Dead of Summer Publié en français sous le titre Le Massacre des innocents, Paris, Christian Bourgois éditeur, coll. « PJ » (1972)

#### Autres romans
- March to the Gallows (1964)
- Dead Corse (1966)
- Write on Both Sides of the Paper (1969)
- The Twenty-Fifth Hour (1971)
- That Girl in the Alley (1974)

### Nouvelles
- There’s Something About a Sailor (1943)
- Kinder, Kirche, Kuche (1973)

## Prix et distinctions
- Gold Dagger Award 1961 pour Une bonne pâte (The Spoilt Kill)

## Sources
: document utilisé comme source pour la rédaction de cet article.
- Claude Mesplède (dir.), Dictionnaire des littératures policières, vol. 2 : J - Z, Nantes, Joseph K, coll. « Temps noir », 2007, 1086 p. (ISBN 978-2-910-68645-1, OCLC 315873361), p. 80-81.